# 张晓彬 (1993年)
张晓彬（1993年10月23日—），男，江苏南通人，中国足球运动员，现效力于中甲球队武汉三镇。

## 生平

### 俱乐部生涯
张晓彬出自南通体校，2007年进入江苏足协队。在2011年和2012年代表江苏青年参加中国足球乙级联赛。
2014年，张晓彬进入中国足球超级联赛球队江苏舜天一线队。2014年7月23日，他在2014年中国足协杯对阵中乙球队丽江嘉云昊的比赛中替补吉翔出场，首次代表江苏舜天亮相。10月26日，他首次在中超联赛登场，但江苏舜天0比3不敌上海东亚。